# Lucian-Ioan-Titus Morar
Lucian-Ioan-Titus Morar (n. 26 martie 1978) este un deputat român, ales în 2024 din partea PSD. 